# Mette Bull
Mette Marie Bull, född Wang 31 januari 1876, död 14 januari 1946, var en norsk skådespelare, sedan 1905 gift med arkitekten Henrik Bull.
Mette Bull var från 1899 med några få avbrott anställd vid Nationalteatret i Oslo och deltog 1916 i dess gästspel i Stockholm. Bland hennes främsta roller märks Pernille i Den stundeslöse och Elina i Vid rikets port.